# Refinería Miguel Hidalgo
La Refinería Miguel Hidalgo, también llamada Refinería de Tula, es una refinería de petróleo ubicada en la localidad de Atitalaquia en el estado mexicano de Hidalgo. Junto a otras cinco refinerías, forma parte del Sistema Nacional de Refinación (SNR), propiedad de la empresa paraestatal mexicana Petróleos Mexicanos (PEMEX).

## Historia

### Fundación
La construcción del complejo inició en 1972, extendiéndose por 700 hectáreas con una inversión inicial promedio de más de dos mil millones de pesos mexicanos. Fue inaugurada oficialmente el 18 de marzo de 1976, con una capacidad inicial de refinación de 150 mil barriles diarios y conformada por ocho plantas de procesamiento, tres plantas de fuerza y cuatro plantas de protección ambiental, entre otras áreas.

### Obras de modernización
En la década de 2010, Pemex anunció un proceso de modernización de algunas de sus refinerías, entre ellas la Miguel Hidalgo. Inicialmente fue instalada una torre fraccionadora en la Planta de Coque, cuyos tambores de coquización fueron fabricados en Avilés, España y transportados a territorio mexicano en 2016. Según Leonardo Cornejo, subdirector de proyectos de Pemex, representó uno de los mayores desafíos de transporte a nivel internacional, debido al peso de los tanques y los obstáculos de su movilización terrestre desde Tamaulipas hasta el estado de Hidalgo. Con estas adecuaciones la empresa planea aumentar en un 40% la producción de refinados, pasando de 150 mil barriles diarios a 220 mil. Este proceso de modernización involucra una inversión total de 4 600 millones de dólares.